# Merksem
Merksem, anciennement Merxem, est un district de la ville belge d'Anvers. C'était une commune à part entière avant la fusion des communes de 1977.

## Démographie

### Évolution démographique
- Sources : INS, Rem. : 1806 jusqu'en 1981 = recensements[2].

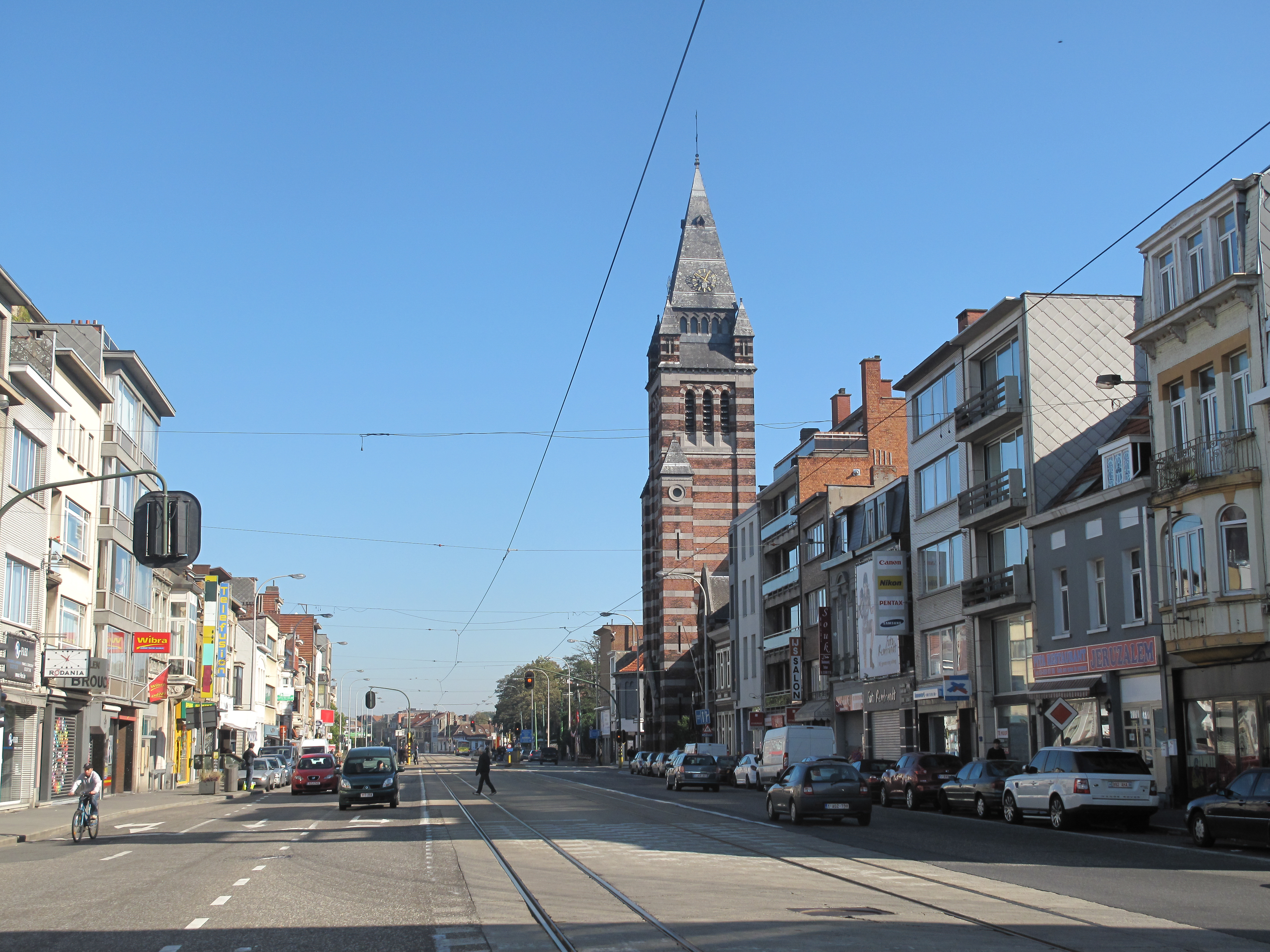
Merksem, église (parochiekerk Sint Franciscus Assisi) dans la rue.

## Personnalités
- Pierre Jean Baptiste Van Reeth (1822-1866), graveur belge, né à Merksem ;
- Jef Mermans (1922-1996), footballeur international belge ;
- Louis Brusselmans (1922-2002), coureur cycliste ;
- Herman Wijns (1931-1941), jeune chrétien en instance de béatification, né et mort à Merksem ;
- Marc Van Der Linden (1964-), footballeur né à Merksem ;
- Gert Bettens (1970-), guitariste né à Merksem.
- Luc Sels (1967-), recteur de la KU Leuven, né à Merksem ;
- Ellen Petri (1982-), miss Belgique 2004, actrice et présentatrice, née à Merksem ;
- Sebbe de Buck (1995), Snowboardeur Belge